# Ctenucha nivosa
Ctenucha nivosa là một loài bướm đêm thuộc phân họ Arctiinae, họ Erebidae.